# Linea Kawagoe
La Linea Kawagoe (川越線?, Kawagoe-sen) è una linea ferroviaria giapponese regionale gestita dalla JR East a scartamento ridotto che collega le stazioni di Ōmiya ad Saitama e di Komagawa a Hidaka passando per la città di Kawagoe dalla quale prende il nome. La linea è interamente all'interno della prefettura di Saitama.

## Servizi
La sezione fra Kawagoe e Ōmiya opera come estensione della linea Saikyō dal centro di Tokyo con molti treni provenienti da Ōsaki o Shin-Kiba attraverso la linea Rinkai. Sulla sezione da Kawagoe a Komagawa circa la metà dei treni proseguono fino ad Hachiōji lungo la linea Hachikō. Ad eccezione di pochi treni durante l'ora di punta del mattino che partono e terminano a Minami-Furuya, tutti i treni diretti a est partenti da Komagawa, e diretti a ovest partenti da Ōmiya, terminano la corsa a Kawagoe, dove è quindi necessario fare cambio per proseguire.

## Percorso
| Stazione                                                             | Giapponese                                                           | Distanza                                                             | Distanza                                                             | Distanza                                                             | Collegamenti |                                                                      | Posizione                                                            | Posizione                                                            |
| Stazione                                                             | Giapponese                                                           | Interstazione                                                        | Totale                                                               | Totale                                                               | Collegamenti |                                                                      | Posizione                                                            | Posizione                                                            |
| Servizi diretti per/da Shin-Kiba via linea Saikyō e poi linea Rinkai | Servizi diretti per/da Shin-Kiba via linea Saikyō e poi linea Rinkai | Servizi diretti per/da Shin-Kiba via linea Saikyō e poi linea Rinkai | Servizi diretti per/da Shin-Kiba via linea Saikyō e poi linea Rinkai | Servizi diretti per/da Shin-Kiba via linea Saikyō e poi linea Rinkai | Servizi diretti per/da Shin-Kiba via linea Saikyō e poi linea Rinkai | Servizi diretti per/da Shin-Kiba via linea Saikyō e poi linea Rinkai | Servizi diretti per/da Shin-Kiba via linea Saikyō e poi linea Rinkai | Servizi diretti per/da Shin-Kiba via linea Saikyō e poi linea Rinkai |
| -------------------------------------------------------------------- | -------------------------------------------------------------------- | -------------------------------------------------------------------- | -------------------------------------------------------------------- | -------------------------------------------------------------------- | --- | -------------------------------------------------------------------- | -------------------------------------------------------------------- | -------------------------------------------------------------------- |
| Ōmiya                                                                | 大宮                                                                 | -                                                                    | 0.0                                                                  | da Ōsaki 36.9                                                        | ■ Tōhoku Shinkansen ■ Jōetsu Shinkansen ■ Hokuriku Shinkansen ■ Akita Shinkansen ■ Yamagata Shinkansen ■ Linea principale Tōhoku ■ Linea Takasaki ■ Linea Shōnan-Shinjuku ■ Linea Keihin-Tōhoku ■ Linea Saikyō ■ Narita Express ● Linea Tōbu Noda ● Linea Ina | ∥                                                                    | Ōmiya-ku                                                             | Saitama                                                              |
| Nisshin                                                              | 日進                                                                 | 3.7                                                                  | 3.7                                                                  | 40.6                                                                 | | ∨                                                                    | Kita-ku                                                              | Saitama                                                              |
| Nishi-Ōmiya                                                          | 西大宮                                                               | 2.6                                                                  | 6.3                                                                  | 43.2                                                                 | | ◇                                                                    | Nishi-ku                                                             | Saitama                                                              |
| Sashiōgi                                                             | 指扇                                                                 | 1.4                                                                  | 7.7                                                                  | 44.6                                                                 | | ◇                                                                    | Nishi-ku                                                             | Saitama                                                              |
| Minami-Furuya                                                        | 南古谷                                                               | 4.7                                                                  | 12.4                                                                 | 49.3                                                                 | | ◇                                                                    | Kawagoe                                                              | Kawagoe                                                              |
| Kawagoe                                                              | 川越                                                                 | 3.7                                                                  | 16.1                                                                 | 53.0                                                                 | ● Linea Tōbu Tōjō ● Linea Seibu Shinjuku (Stazione di Hon-Kawagoe) | ◇                                                                    | Kawagoe                                                              | Kawagoe                                                              |
| Kawagoe                                                              | 川越                                                                 | 3.7                                                                  | 16.1                                                                 | from Hachiōji 45.6                                                   | ● Linea Tōbu Tōjō ● Linea Seibu Shinjuku (Stazione di Hon-Kawagoe) | ◇                                                                    | Kawagoe                                                              | Kawagoe                                                              |
| Nishi-Kawagoe                                                        | 西川越                                                               | 2.6                                                                  | 18.7                                                                 | 43.0                                                                 | | ｜                                                                   | Kawagoe                                                              | Kawagoe                                                              |
| Matoba                                                               | 的場                                                                 | 2.2                                                                  | 20.9                                                                 | 40.8                                                                 | | ◇                                                                    | Kawagoe                                                              | Kawagoe                                                              |
| Kasahata                                                             | 笠幡                                                                 | 2.9                                                                  | 23.8                                                                 | 37.9                                                                 | | ｜                                                                   | Kawagoe                                                              | Kawagoe                                                              |
| Musashi-Takahagi                                                     | 武蔵高萩                                                             | 3.2                                                                  | 27.0                                                                 | 34.7                                                                 | | ◇                                                                    | Hidaka                                                               | Hidaka                                                               |
| Komagawa                                                             | 高麗川                                                               | 3.6                                                                  | 30.6                                                                 | 31.1                                                                 | ■ Linea Hachikō | ◇                                                                    | Hidaka                                                               | Hidaka                                                               |
| I treni proseguono fino ad Hachiōji via linea Hachikō                |                                                                      |                                                                      |                                                                      |                                                                      | |                                                                      |                                                                      |                                                                      |